# Polynôme d'Alexander
En mathématiques, et plus précisément en théorie des nœuds, le polynôme d'Alexander est un invariant de nœuds qui associe un polynôme à coefficients entiers à chaque type de nœud. C'est le premier polynôme de nœud (en) découvert ; il l'a été par James Waddell Alexander II, en 1923. En 1969, John Conway en montra une version, appelée à présent le polynôme d'Alexander-Conway, pouvant être calculé à l'aide d'une « relation d'écheveau (en) » (skein relation), mais l'importance n'en fut pas comprise avant la découverte du polynôme de Jones en 1984.

## Définition

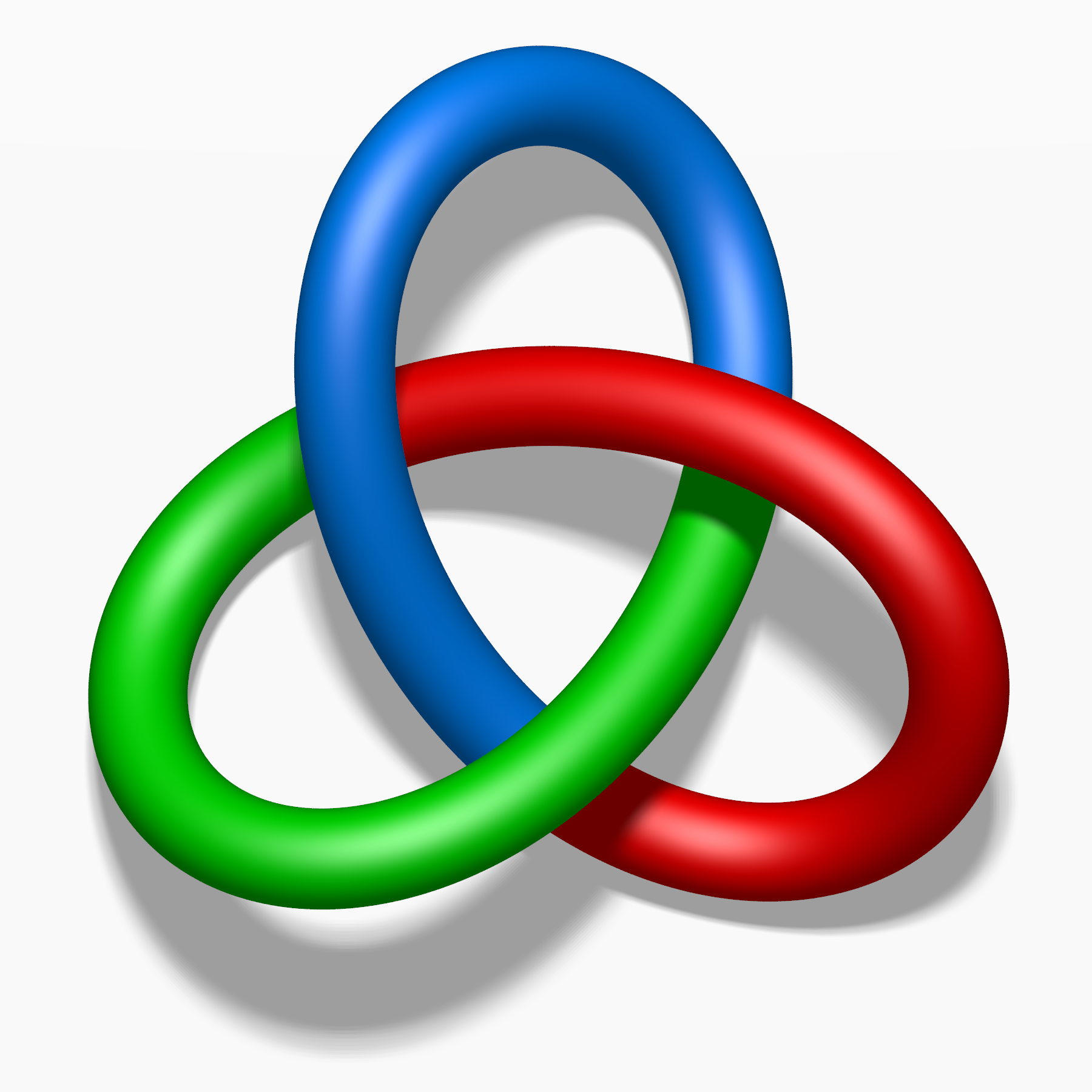
La tricolorabilité est une propriété reliée au polynôme d'Alexander.

La définition formelle suivante nécessite des connaissances importantes en homologie ; il est cependant possible, comme on le verra au paragraphe suivant, de calculer sans elle le polynôme d'Alexander en pratique, ce qui pourrait en constituer une définition opérationnelle, mais on ne peut alors comprendre la raison profonde de l'intérêt de ce calcul, ni les propriétés du polynôme.
Soit K un nœud de la 3-sphère. Soit X le revêtement cyclique infini du complément du nœud K. Il y a un automorphisme t de ce revêtement. Soit alors {\displaystyle H_{1}(X)} le premier groupe d'homologie (à coefficients entiers) de X. La transformation t agit sur ce groupe, et nous pouvons donc considérer {\displaystyle H_{1}(X)} comme un module sur {\displaystyle \mathbb {Z} [t,t^{-1}]}, appelé invariant d'Alexander  ou module d'Alexander.
Ce module est de présentation finie ; une matrice de présentation de ce module, à r colonnes et s lignes s'il y a r générateurs et s relations, s'appelle une matrice d'Alexander. Alexander a démontré que r est toujours inférieur ou égal à s, on considère alors l'idéal engendré par les mineurs d'ordre r de la matrice ; c'est l'idéal de Fitting (en) d'ordre 0, appelé idéal d'Alexander, et il ne dépend pas du choix de la matrice de présentation.
Alexander a également démontré que cet idéal est toujours principal, un de ses générateurs est appelé polynôme d'Alexander du nœud. Ce polynôme n'étant défini qu'à une multiplication près par un monôme de Laurent {\displaystyle \scriptstyle \pm t^{n}}, on fixe en général une forme unique. Par exemple, le choix de normalisation d'Alexander consiste à prendre le polynôme de valuation positive et de terme constant strictement positif. Le polynôme d'Alexander existe toujours, et est clairement un invariant (topologique) de nœud, que l'on note {\displaystyle \Delta _{K}(t)}.

## Calcul du polynôme
La procédure de calcul suivante est celle qui fut donnée par Alexander dans sa publication originale.
Considérons un diagramme orienté du nœud avec n croisements ; le diagramme partage le plan en n + 2 régions (c'est une conséquence facile de la relation d'Euler). Pour déterminer le polynôme d'Alexander, on construit d'abord une matrice d'incidence de taille (n, n + 2). Les n rangées correspondent aux n croisements, et les n + 2 colonnes aux régions. Considérons l'entrée correspondant à une région et à un croisement particulier. Si la région n'est pas adjacente au croisement, cette entrée vaut 0. Sinon, la table suivante donne la valeur de l'entrée compte tenu de la position de la région vue du point de vue de la ligne entrante passant par-dessous l'autre :
à gauche avant le croisement : −t
à droite avant le croisement : 1
à gauche après le croisement : t
à droite après le croisement : −1
En supprimant alors de la matrice deux colonnes correspondant à des régions adjacentes, on obtient une nouvelle matrice d'ordre n ; son déterminant (à un facteur {\displaystyle \pm t^{n}} près) est le polynôme d'Alexander (la forme normalisée est obtenue en choisissant ce facteur de telle sorte que le terme constant du polynôme soit non nul et positif).

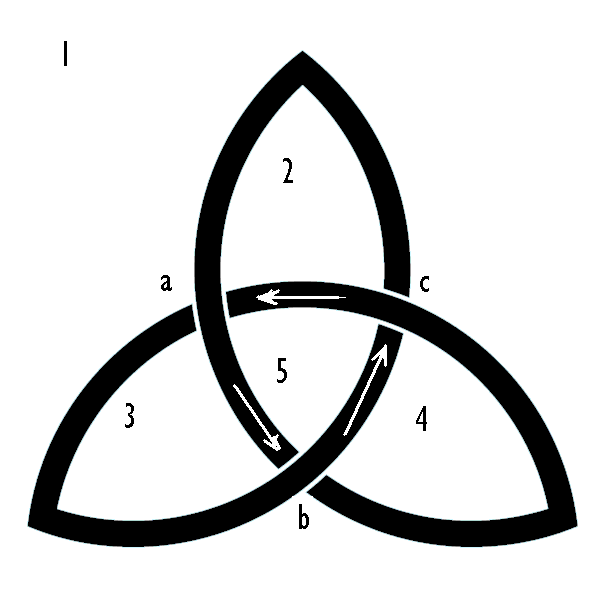

## Propriétés élémentaires
Le polynôme d'Alexander est symétrique : {\displaystyle \Delta _{K}(t^{-1})=\Delta _{K}(t)}.
Du point de vue de la définition formelle, ceci exprime l'isomorphisme de la dualité de Poincaré : {\displaystyle {\overline {H_{1}X}}\simeq \mathrm {Hom} _{\mathbb {Z} [t,t^{-1}]}(H_{1}X,G)}, où {\displaystyle G} est le quotient par {\displaystyle \mathbb {Z} [t,t^{-1}]} du corps des fractions de {\displaystyle \mathbb {Z} [t,t^{-1}]} , considéré comme un {\displaystyle \mathbb {Z} [t,t^{-1}]}-module, et où {\displaystyle {\overline {H_{1}X}}} est le {\displaystyle \mathbb {Z} [t,t^{-1}]}-module conjugué de {\displaystyle H_{1}X} ; en tant que groupe abélien, il est identique à {\displaystyle H_{1}X}, mais la transformation couvrante {\displaystyle t} agit par {\displaystyle t^{-1}}.
Le polynôme d'Alexander vaut 1 ou -1 pour {\displaystyle t=1}.
Ceci exprime le fait que le complément du nœud est homologue à un cercle, engendré par la transformation couvrante t. Plus généralement, si {\displaystyle M} est une variété de dimension 3 telle que {\displaystyle rang(H_{1}M)=1}, elle possède un polynôme d'Alexander {\displaystyle \Delta _{M}(t)} défini comme un idéal de son recouvrement, et alors {\displaystyle \Delta _{M}(1)} est égal à l'ordre du sous-groupe de torsion de {\displaystyle H_{1}M}.
Réciproquement, tout polynôme de Laurent (à coefficients entiers), symétrique et valant {\displaystyle \pm 1} en 1 est le polynôme d'Alexander d'un certain nœud (Kawauchi 1996).

## Interprétations géométriques
Comme l'idéal d'Alexander est principal, {\displaystyle \Delta _{K}(t)=1} si et seulement si le sous-groupe des commutateurs du groupe du nœud (le groupe fondamental du complément du nœud dans R3) est parfait (égal à son propre sous-groupe de commutateurs). C'est évidemment en particulier le cas du nœud trivial (le cercle), mais ce résultat montre que le calcul du polynôme d'Alexander ne suffit pas pour montrer qu'un nœud est trivial en général.
Pour un nœud topologiquement bordant, c'est-à-dire un nœud de la 3-sphère qui borde un disque plongé de façon localement plate dans la 4-boule, le polynôme d'Alexander satisfait la condition de Fox-Milnor {\displaystyle \Delta _{K}(t)=f(t)f(t^{-1})}, où {\displaystyle f(t)} est un autre polynôme de Laurent (à coefficients entiers).
Michael Freedman a démontré que si le polynôme d'Alexander d'un nœud est trivial, ce nœud est topologiquement bordant (Freedman et Quinn 1990).
Le degré du polynôme d'Alexander est inférieur ou égal au double du genre du nœud.
Il y a d'autres relations avec les surfaces et la topologie (différentielle) en dimension 4. Par exemple, sous certaines hypothèses, il y a moyen de modifier une variété différentielle de dimension 4 par une opération de chirurgie consistant à retirer un voisinage d'un tore (à deux dimensions) et à le remplacer par le produit du complément d'un nœud et de S1. Le résultat est une variété homéomorphe à la variété initiale, mais dont l'invariant de Seiberg-Witten a été multiplié par le polynôme d'Alexander du nœud.
Le fait qu'un nœud présente une symétrie se traduit en général par des propriétés particulières de son polynôme d'Alexander. Cependant, celui-ci ne permet pas de les détecter toutes ; c'est le cas de l'invertibilité forte.
Si le complément du nœud est un fibré à base circulaire, on peut montrer que le polynôme d'Alexander est unitaire. En fait, si {\displaystyle S\to C_{K}\to S^{1}} est un fibré, où {\displaystyle C_{K}} est le complément du nœud ; notons {\displaystyle g:S\to S} la monodromie. Alors {\displaystyle \Delta _{K}(t)=Det(tI-g_{*})}, où {\displaystyle g_{*}:H_{1}S\to H_{1}S} est l'application induite sur les classes d'homologie.

## Relations avec les opérations sur les nœuds satellites
Si un nœud {\displaystyle K} est un nœud satellite (en) de compagnon {\displaystyle K'}, c'est-à-dire s'il existe un plongement {\displaystyle f:S^{1}\times D^{2}\to S^{3}} tel que {\displaystyle K=f(K')}, où {\displaystyle S^{1}\times D^{2}\subset S^{3}} est un tore plein non noué, alors {\displaystyle \Delta _{K}(t)=\Delta _{f(S^{1}\times \{0\})}(t)\Delta _{K'}(t^{a})}, où {\displaystyle a} est l'entier relatif représentant {\displaystyle K'\subset S^{1}\times D^{2}} dans {\displaystyle H_{1}(S^{1}\times D^{2})=\mathbb {Z} }.
Par exemple pour une somme connexe, {\displaystyle \Delta _{K_{1}\#K_{2}}(t)=\Delta _{K_{1}}(t)\Delta _{K_{2}}(t)}. Si {\displaystyle K} est un double de Whitehead sans torsion, alors {\displaystyle \Delta _{K}(t)=\pm 1}.

## Le polynôme d'Alexander-Conway
Alexander avait démontré que le polynôme d'Alexander satisfait une relation d'écheveau. Cela fut redécouvert par 
John Conway sous une forme différente, montrant que cette relation, et un choix convenable de valeurs sur le transformé (dénoué) suffit à déterminer le polynôme. Le résultat de la version de Conway est un polynôme en z à coefficients entiers, noté {\displaystyle \nabla (z)} et appelé le polynôme d'Alexander-Conway.

Soit L un diagramme orienté d'un nœud ; on note {\displaystyle L_{+},\ L_{-},\ L_{0}} les diagrammes résultant d'un changement limité à une petite région autour d'un croisement spécifié, comme indiqué sur la figure. 
Les relations d'écheveau (skein  relations) de Conway sont les suivantes :
- {\displaystyle \nabla (O)=1} (où O est n'importe quel diagramme non noué)
- {\displaystyle \nabla (L_{+})-\nabla (L_{-})=z\nabla (L_{0})}

La relation avec le polynôme d'Alexander standard est donnée par {\displaystyle \Delta _{L}(t^{2})=\nabla _{L}(t-t^{-1})}. Ici, {\displaystyle \Delta _{L}} doit être convenablement normalisé (par multiplication par {\displaystyle \pm t^{n/2}}) pour satisfaire la relation d'écheveau {\displaystyle \Delta (L_{+})-\Delta (L_{-})=(t^{1/2}-t^{-1/2})\Delta (L_{0})}. Il faut remarquer que cette relation donne un polynôme de Laurent en t1/2.
Peu de temps après que Conway ait montré ces relations, on se rendit compte qu'une relation similaire avait été décrite par Alexander dans sa publication originale.